# Orde Internacional DeMolay
L'Orde Internacional DeMolay és una organització de formació intel·lectual i lideratge de caràcter discret, exclusivament per a homes entre els 12 i 21 anys. Té com a objectiu principal preparar els seus membres en diferents camps filosòfics per convertir-los en líders en la societat, o en defecte d'això, homes amb un criteri sòlid format per encarar les adversitats que pugui presentar la vida. Per ingressar, un membre ha de tenir entre 12 i 21 anys i haurà de creure en un ésser suprem o una deïtat. Els DeMolay treballen en ubicacions denominades «sales capitulars», en les quals es realitzen cerimònies, durant les quals es practica d'una manera disciplinada l'oratòria, escriptura i fraternitat. Els estudis DeMolay són filosòfics, històrics, simbòlics, administratius i pràctics. El protocol de cerimònies que utilitza DeMolay es troba basat en el protocol maçònic de cerimònies, per la qual cosa un cos pertanyent a la maçoneria haurà de patrocinar a cada capítol per ser considerat regular. No obstant això, no existeix una relació directa amb la francmaçoneria pel que aquesta és considerada una institució independent.

## Estructura
La unitat mínima de treball en aquesta organització és denominada «capítol» fent referència als cossos durant l'època de la Cavalleria. DeMolay Internacional es regeix sota un sistema de germanor al voltant de tot el món, existint més de quatre milions de membres, convertint-la en l'organització de joves més gran del món

### Organització internacional

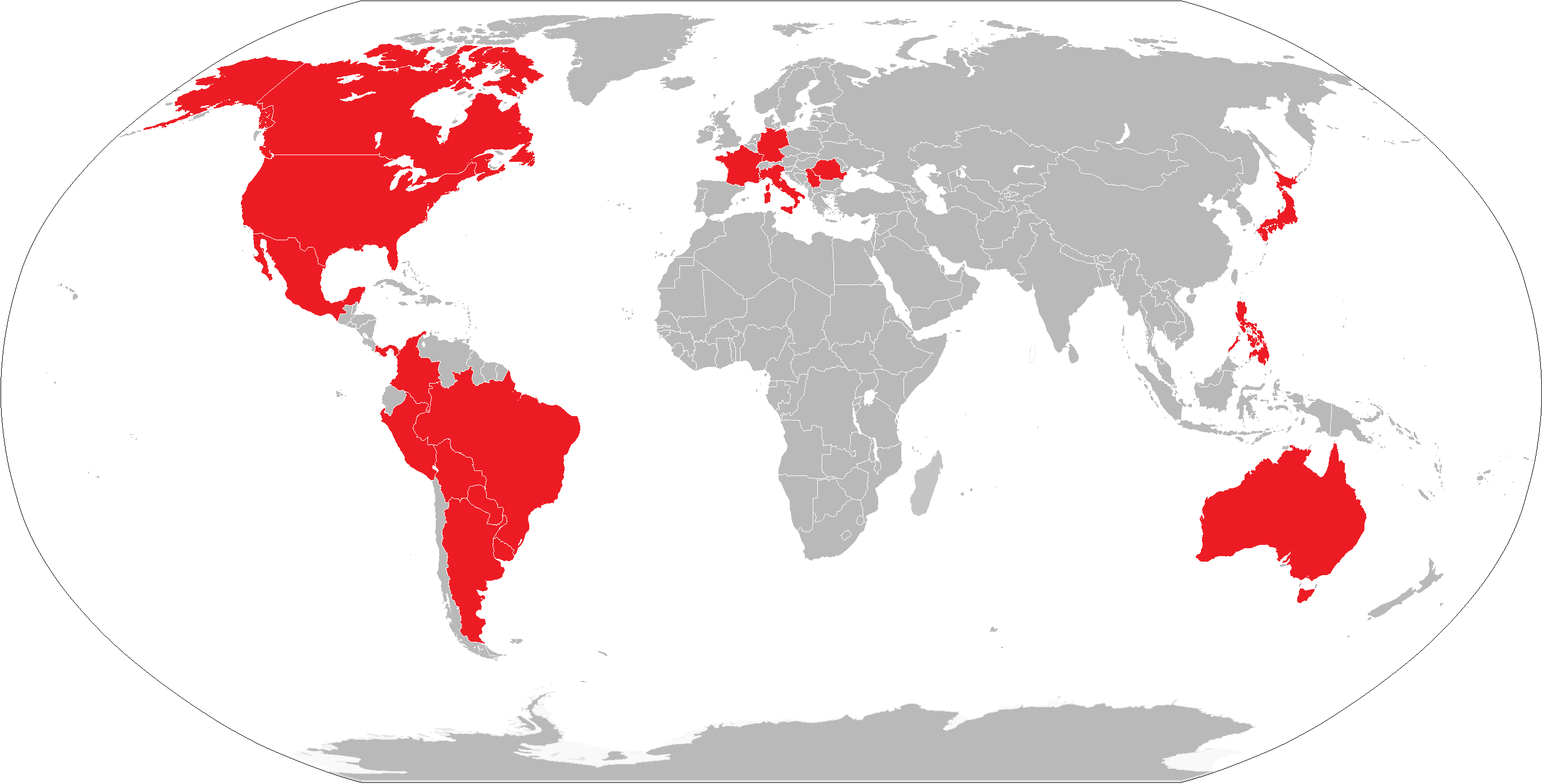
DeMolay Internacional.

Cada membre DeMolay treballa en un capítol independent, Aquests capítols al seu torn responen a un campament depenent de la ciutat o Estat en el qual es trobin. Els campaments en el seu conjunt formen part d'una jurisdicció: aquestes poden ser països independents o Estats amb potestat jurisdiccional. Totes les jurisdiccions regulars pertanyen a DeMolay Internacional, la seu de la qual es troba a la ciutat de Kansas (Misouri). Existeixen a més jurisdiccions que tenen l'aval del suprem consell internacional, per treballar amb el seu propi suprem consell ―tal és el cas del suprem consell de l'orde DeMolay corresponent a Brasil. Els països que posseeixen més capítols actius són Bolívia, Brasil, Estats Units i Filipines.

#### Cossos estrangers independents
Existeixen jurisdiccions que es van fundar independents de l'orde DeMolay nord-americana, o que es van adjudicar potestat de treball independent, que DeMolay Internacional considera autònoms.

### Jerarquies i graus
L'orde DeMolay s'estructura de manera jeràrquica, amb dos graus principals:
- Grau Iniciàtic
- Grau DeMolay company sublim

Aquests graus són conferits mitjançant estudis, antiguitat i participació com a membre actiu. La jerarquia «DeMolay Representatiu» no és un grau sinó una premiació dins de l'orde DeMolay. Finalment existeix l'estatus de «Sènior DeMolay» quan un membre compleix 21 anys i deixa de posseir facultat per treballar i estudiar dins del grup, més encara pot continuar assistint.

#### Càrrecs capitulars
Un membre de Grau DeMolay pot lliurar una sol·licitud de postulant per poder treballar en un dels 23 càrrecs d'oficials.
1. Mestre Conseller
2. Primer Conseller
3. Segon Conseller
4. Primer Diaca
5. Segon Diaca
6. Primer Majordom
7. Segon Majordom
8. Escriba
9. Orador
10. Mestre de Cerimònies
11. Capellà
12. Porta Estendard
13. Tresorer del temple
14. Hospitalari
15. Primer Preceptor
16. Segon Preceptor
17. Tercer Preceptor
18. Quart Preceptor
19. Cinquè Preceptor
20. Sisè Preceptor
21. Setè Preceptor
22. Sentinella
23. Mestre d'Harmonia i serenitat

Aquests llocs tenen un treball específic tant durant les cerimònies DeMolay com en la vida personal de cadascun dels seus membres.

#### Ordes dependents

##### Priorat de cavalleria
La «Sagrada Orde dels Nobles Soldats Companys de Jacques DeMolay» és el nom sota el qual treballen els diferents priorats. A aquests sol són convidats els DeMolay que hagin tingut un rendiment molt alt en els seus treballs i hagin estès les virtuts més enllà de les seves vides personals. Dos membres cavallers han de recomanar a un DeMolay perquè pugui ser considerat com a «servidor», però para això ha de tenir com a mínim 17 anys i 2 anys com a mínim d'antiguitat en l'orde.
Un membre que hagi aconseguit ingressar a la cavalleria és cridat sota el títol de «Sir». Els oficials d'un priorat són:
1. Il·lustre Cavaller Comanador
2. Comanador Escuder
3. Comanador Patge
4. Protocolista
5. Preceptor
6. Prior
7. Primer Diaca
8. Segon Diaca
9. Portabandera
10. Sagristà
11. Herald
12. Sentinella

Els priorats tenen la funció de treballar per l'orde DeMolay i incrementar l'aprenentatge, a més de que tots els seus membres custodien el coneixement que existeix en DeMolay. Els graus de la cavalleria són un misteri. Aquests tenen com a finalitat demostrar al cavaller la realitat del món «profà». El primer Il·lustre Cavaller Comanador del grup va ser Everett L. Davis.

##### Grau de Chevalier
El grau de Chevalier és un grau honorífic que s'atorga a pocs DeMolay. Sota el títol de Lord, els membres de les diferents corts són aquells que dominen absolutament tots els aspectes de l'orde DeMolay. Un no té requisits exactes per aspirar a aquest càrrec a excepció de tenir 4 anys d'antiguitat en l'orde, el Consell Consultiu de cada capítol és el que ha de nominar a un candidat per Chevalier, però solament es tria un Chevalier per regió a l'any, i el permís és lliurat des del Suprem Consell. Ells són els encarregats de realitzar revisions i si és necessari modificacions als reglaments. Cada membre que ingressa rep un “anell simbòlic” de llar i unió, documents classificats des del Suprem Consell i un collaret daurat amb forma de cordó de sant Francesc, el medalló del qual mostra la imatge de Jacques de Molay. Els Chevalier a més adopten com a blasó representatiu l'escut d'armes de l'orde.

##### Preceptoris de Legionaris
La Legió d'Honor és el darrer esglaó en l'orde. Els membres escollits per pertànyer a ella són triats directament pel Suprem Consell, i són tan pocs que en moltes jurisdiccions del món encara no existeixen Legionaris. Un membre que ingressa en aquest grup rep l'epítet de «Honorable». Els Legionaris treballen en Preceptoris. Tenen com a funció principal fer classes i proposar idees en els capítols, priorats, corts i al Suprem Consell Internacional. Un Legionari ha de tenir com a mínim 25 anys per ingressar, i haver servit a l'orde DeMolay almenys durant 7 anys. El títol que rep un Legionari pot ser “Honorari” o “Actiu” depenent de l'estatus DeMolay/Maçònic del mateix. A més la Legió d'Honor també es pot conferir a un maçó que hagi aportat molt a l'orde DeMolay.
Els oficials legionaris són:
- Degà
- Vicedegà
- Secretari
- Tresorer
- Capellà
- Sergent d'Armes

Els Legionaris treballen directament amb els Oficials Executius de cada país, vetllant pel bé de l'orde a tot moment.

## La religió
L'orde DeMolay no és una religió, és per això que dins d'aquesta queda prohibit temes polítics o religiosos, per evitar conflictes entre els seus membres, cadascun és cridat a respectar a les idees d'uns altres. Un membre de qualsevol religió pot ser convidat, sempre que cregui en un Ésser Suprem o una deïtat. Per convertir-se en un DeMolay una persona no pot ser atea, ja que consideren que l'ateisme és un limitant del pensament. Els DeMolay consideren que per als seus membres sempre ha d'existir algú superior a ells, la humilitat és una de les qualitats més importants d'un DeMolay. Durant les cerimònies DeMolay, no es realitza cap practica que involucri la religió, excepte la meditació, l'actitud de la qual es refereix a l'exaltació de l'esperit de l'home. Els DeMolay mediten amb la paraula «Amén», encara que la pronuncien de manera que fa referència al om de la meditació oriental.

### Crítiques
En reiterades ocasions s'ha criticat als DeMolay pel seu caràcter discret, al·legant que la seva relació amb els Cavallers Templaris és considerada pagana. Crítiques constants els cataloguen com a «llar d'infants del satanisme» ja que alguns dels seus membres han aconseguit llocs de poder en diversos governs i institucions. Els membres DeMolay asseguren que els seus èxits es deuen a la fraternitat que troben en l'orde i al fet que dediquen el seu temps lliure a estudiar i preparar-se.

## Les set virtuts i les tres llibertats
L'orde DeMolay és regida per set virtuts, que són considerades, coneixements bàsics per a la formació de qualsevol home de bé. Aquestes són:
- Amor Filial
- Reverència per les Coses sagrades
- Cortesia
- Companyonia
- Fidelitat
- Puresa
- Patriotisme

D'igual manera és exaltat durant totes les seves cerimònies la autosuperació mitjançant la ment, el cos i l'ànima.
Conjuminat amb aquests set valors, l'Orde DeMolay té tres preceptes bàsics per al desenvolupament dels seus membres.
Aquests són tres llibertats, les quals van en conjunt a aquests valors:
- Llibertat Civil
- Llibertat de Culte
- Llibertat Intel·lectual

Aquestes llibertats permeten tenir millors criteris enfront de la vida adulta dels membres, així com la seva pròpia superació de ment, cos i ànima.

## Història

### Fundació de l'orde DeMolay
L'orde DeMolay va ser fundada el 18 de març de 1919 per Frank Dad [‘papi’] Land (1890-1959), un comerciant de Kansas City (Missouri). Ell es va adonar del complex moment que estava passant la joventut en perdre als seus pares en finalitzar la guerra. Va creure que era necessària una organització en les quals joves poguessin associar-se amb uns altres i aprendre responsabilitat i altres importants habilitats per a la vida. Un nen orfe anomenat Louis Gordon Lower i vuit dels seus amics es van convertir en els primers DeMolay.
L'organització va créixer ràpidament i, a la fi de 1921, Land es va adonar que calia dedicar temps complet a la nova organització. Com l'organització va continuar creixent, la fraternitat maçònica va tenir certs interessos en DeMolay, i els maçons van donar el seu reconeixement oficial i aprovació per ajudar-los en molts estats de la nació. En l'actualitat, molts membres de l'orde DeMolay s'uneixen a la maçoneria, mentre que uns altres es queden satisfets amb l'après en l'orde i practiquen les set virtuts al llarg de la seva vida.
L'orde DeMolay va continuar el seu creixement, la iniciació de nous membres i la creació de nous capítols en cada estat dels Estats Units, per després seguir creixent fins al Canadà i ser considerada com una organització internacional.
Des de llavors, l'organització s'ha estès a molts altres països al voltant del món, sent reconeguts oficialment:
- Alemanya
- Argentina
- Austràlia
- Bolívia[1]
- Brasil[2][3]
- Canadà
- Filipines
- França
- Itàlia
- Japó
- Mèxic
- Panamà
- Paraguai[4]
- Perú
- Romania
- Uruguai

### Jacques de Molay
L'organització porta el nom de Jacques de Molay, el 23.º i darrer Gran Maestre dels Cavallers del Temple. Va ser pres presoner un divendres 13 d'octubre de 1307 pel rei Felip IV de França, el qual volia quedar lliure de deutes econòmics amb l'Orde del Temple. Jacques de Molay va ser torturat durant set anys i obligat a signar una confessió falsa per la qual cosa va ser portat davant la Santa Inquisició. Molay mai va trair revelant els noms dels seus companys i va morir en la foguera en 1314. Per aquest motiu els primers membres de l'orde DeMolay prenen l'exemple de lleialtat i fidelitat i decideixen anomenar a l'orde com aquell cavaller.

## Activitats
Els DeMolay participen en una àmplia gamma d'activitats que poden incloure:
- Filantropia
- Càmping
- Bàsquet
- Atletisme
- Futbol
- Rugbi
- Paintball
- Billar
- Tornejos de musica
- Tornejos de cultura general
- Viatges a l'interior i exterior del país.

Bàsicament participen en qualsevol activitat on aquest present la fraternitat. El capítol decideix col·lectivament els esdeveniments que els agrada fer, i després planifica en conseqüència, en molts casos, tenen recaptadors de fons per finançar els esdeveniments. L'orde DeMolay d'igual manera és una organització filantròpica i per tant les obres de caritat són les activitats principals d'un capítol de l'orde Demolay que han de realitzar-se amb obligatorietat.